# Perez (patronyme)
Pour les articles homonymes, voir Perez.
Perez ou Pérez (« fils de Pedro », le prénom Pierre en espagnol, ou variation de Péres ou Peres, hypocoristique de « Pêr » ou « Per », forme bretonne de Pierre) est un nom de famille.
D’après l’Institut national de la statistique espagnol c'est, en 2007, le huitième nom le plus porté en Espagne.
Il figure aussi en 115e position dans la liste des noms de famille les plus courants en France.
En raison de la forme bretonne, pour la moitié nord de la France, départements plus éloignés de l’Espagne, le Finistère était le deuxième département après celui de la Seine à compter le plus de naissances de Pérez ou Perez sur la période allant de 1891 à 1915. Le Finistère est d’ailleurs le département français avec le plus de naissances sur la période 1891-1990 pour la forme plus commune avec un S final (Péres ou Peres).